# 攀枝花市第三高级中学校
攀枝花市第三高级中学校，是一所位于中国四川省攀枝花市东区的高级中学，始建于1978年8月。学校1982年被四川省教育厅批准为首批办好的42所省重点中学之一；1993年底通过四川省教育委员会的检查验收，成为重新确认的四川省30所重点中学之一；2002年12月经四川省教育厅批准成为四川省35所国家级示范性普通高中之一，2013年学校被确认为四川省一级示范性普通高中。

## 历史

### 校名更迭
攀枝花市第三高级中学校始建于1978年8月，原名渡口市炳草岗第三中学校（俗称“炳三中”）。1987年3月因渡口市改名为攀枝花市，学校更名为攀枝花市第三中学校。1989年，学校根据四川省教育厅要求撤消初中，同年12月经上级批准更名为攀枝花市第三高级中学校。

### 学校简史
四人帮粉碎后，1977年邓小平提出并恢复了因文化大革命而中止的高考制度，1978年又提出要在各省建立首批重点中学的构想。根据这一指示，渡口市委、市政府签发渡委发(1978)字第9号文件决定创办一所重点中学。当地市教育局于1978年4月抽调倮果中学校长王吉祥负责筹办，正式启动了渡口市炳草岗第三中学校的创建工作。为使学校能在当年招生并开学，市教育局决定将原教师进修学校校址，改拨给炳三中，投资300万元，加速建设炳三中校园。建校初期，市教育局任命王洪臣为校长，张蕴辉任副校长兼支部书记，王吉祥、陈朝斌任副校长，组成炳三中首届校级领导班子，并为学校制定了“为渡口市多出人才，出好人才”的办学目标。
1978年秋，炳三中面向全市招收首届两年制高中六个教学班共247名学生，同时招收两个班初中生。1979年秋，炳三中招进初中两个班，后每年均招两个初中班，直至1989年因执行上级精神，停止初中招生。学校更名为攀枝花市第三高级中学校。初中最后一个年级于1992年7月毕业。1982年四川省教育厅批准渡口市三中为四川省重点中学，市三中进入全省42所省重点中学的行列。
1997年秋，学校根据市委、市政府的决策，在聂泽洪副市长“集攀枝花英才，先教育之”的号召下，创办“市三中，四川外语学院附设攀枝花市外语学校”（初中部）。其培养目标为“通过初中三年教育，使学生成为思想纯正，学业优秀，体魄健壮，能力突出，特长明显的初中毕业生，为重点高中培养优秀新生”。在管理上实行住宿制全封闭式管理。学校每年面向全市小学毕业生，通过自主命题考试严格择优录取两个班90一100名学生（后因小学学制改革，每年招5年制两个班，6年制两个班）。
2006年市委、市政府决定市三中附属外国语学校（初中）与市三中剥离。市三中附属外国语学校（初中）于2006年7月停止招生，剥离三中，移至市一中，与市一中合并，保留市三中外国语学校的校名独立办学。初中部部分教师调至市一中，部分教师留校继续完成初中三个剩余年级的教学工作，至2009年送完初中部最后一个毕业年级，留校初中教师逐年过渡到高中任教。原初中部旧址被改造建设为“高三园”。

## 办学条件
截至2020年，学校占地201.46亩，生均占地面积46.15平方米，建设面积60049平方米，生均17.83平方米。学校拥有省内一流的现代化教学设施，藏书12万册的图书馆，设施一流的体育馆，88座的电子阅览室，可容900人集会的科技报告厅及400米标准运动场。
学校现有教学班58个，其中高中54个，初中4个，学生共计3496人。学校现有教职工301人，其中中学高级教师101 人（含特级教师3人），中学高级实验师1人，四川省骨干教师6人，市突出贡献专家1人，攀枝花市学术技术带头人2人，攀枝花市学术技术带头人后备人选2人，攀枝花市学科带头人13人，攀枝花市骨干教师10人，中学一级教师75人，攀枝花市直属学校学科带头人1人，攀枝花市直属学校骨干教师13人。